# Mándok
Mándok város Szabolcs-Szatmár-Bereg vármegyében, a Záhonyi járásban.

## Fekvése
A megye, és egyben a Nyírség északkeleti részén fekszik, a Tisza bal parti oldalán.
A szomszédos települések: északkelet felől Eperjeske, kelet felől Tiszamogyorós, délkelet felől Benk és Mezőladány, dél felől Tornyospálca, délnyugat felől Fényeslitke és Komoró, nyugat felől Tuzsér, északnyugat felől pedig Tiszabezdéd.
A térség fontosabb települései közül Záhonytól 14,5, Tuzsértól 6, Fényeslitkétől 16, Kisvárdától pedig 21 kilométer távolságra található.

### Megközelítése
Közúton négy irányból érhető el: észak és dél felől, Eperjeske, illetve Mezőladány érintésével a 4115-ös, Lónya-Tiszamogyorós felől a 4113-as, Tuzsér felől pedig a 4112-es úton. Az ország távolabbi részei felől a 4-es főúton közelíthető meg a legegyszerűbben, tuzséri letéréssel.
A hazai vasútvonalak közül a MÁV 11-es számú, Mátészalka és Záhony közt húzódó Mátészalka–Záhony-vasútvonala érinti, amelynek egy megállási pontja van itt. Mándok vasútállomás a belterület északkeleti részén helyezkedik el, közúti elérését a 4115-ös útból kiágazó 41 313-as számú mellékút biztosítja.

## Története
Mándok 1382-ben tűnik fel a történeti forrásokban Mandok alakban, mint a Tomaj nemzetség-beli Losoncziak birtoka.
Az 1560 utáni években a község új birtokosokat kapott a gácsi Forgáchok személyében, akiknek szerepe, tevékenysége átnyúlt még a 20. század első felébe is. A török megszállás idején e terület kiesett a pusztítás köréből, így viszonylag békésebb élete volt a település népének. Ebben és az ezt megelőző időszakban a lakosság főleg mezőgazdasággal foglalkozott, de már ebben az időben is megjelent az iparosság is: erre utal, hogy 1595-ben Rudolf magyar király vásártartási rangot adott Mándoknak, és szabadalomlevelet néhány lakosnak. Az 1556-os dézsmajegyzék alapján a község lélekszáma 330 főre tehető, ami az akkori viszonyokban elég magas szám volt. Ennek ellenére a földesúr a Kárpátokból jobbágyokat telepített be Mándokra, akik 1646-ban fatemplomot emeltek, amely ma a Szentendrei skanzen becses értékei közé tartozik. Fontos mérföldkő volt Mándok történetében, hogy 1720-ban mezővárosi rangot kapott, és a lakosok polgárjogot nyertek. Ez az ipar és a kereskedelem fellendüléséhez vezetett, s mintegy folytatása volt a vásártartási jog révén beállott fejlődési tendenciáknak. Mindezeket megerősíti az, hogy a Forgáchok Mándokot tették meg uradalmuk központjának, ennek egyik látható jele az 1750-ben épített kastély, mely napjainkban[mikor?] nagyon leromlott állapotban van.
1876-ban Mándok a Tiszai járás székhelye lett, ebben az időszakban a lakosság száma 2534 fő. Ez is elősegítette, hogy a község ipari centrummá alakuljon. A korszerű Erzsébet gőzmalom, a szeszgyár és a fűrésztelep az áramfejlesztővel együtt mind bizonyítják, hogy a kapitalista gazdálkodás Mándokon jelentős teret nyert, ezzel egyidejűleg megindult a polgárosodás. 

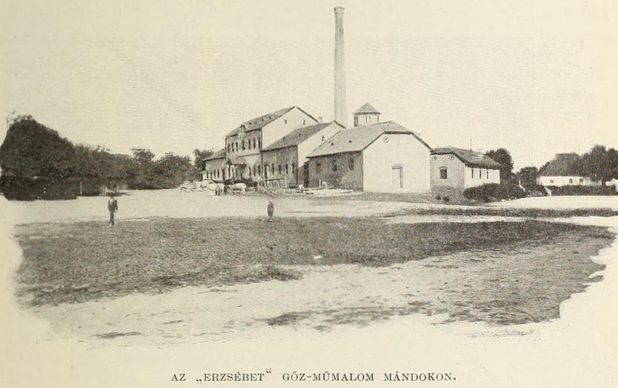
A gőzmalom (1900)

Az 1950. június 1-jétől a Tiszai járás megszűnt, a járási székhely Kisvárdára kerülésével a község fejlődésében bizonyos megtorpanás volt tapasztalható. Az 1960-as évektől viszont új fejlődési periódus következett be, ebben az időszakban gimnázium létesült és tüdőgondozó kórház működött itt. Megalakultak a termelőszövetkezetek (Kossuth Mg. Tsz és az Új Élet Mg. Tsz.), a KTSZ (kisipari termelő szövetkezet), a takarékszövetkezet, a Hangya szövetkezet, új iskola épült, a Forgách kastélyban gimnázium működött. Mándokon volt a TITÁSZ kirendeltsége is.
1971-ben a község nagyközségi rangot kapott, közös tanács alakult Mándok, Benk, Eperjeske és Tiszamogyorós települések tanácsaiból, valamint egyesült a két termelőszövetkezet is. Az általános iskola körzeti szerepet töltött be: ide jártak be Eperjeske, Tiszamogyorós és Benk község 7-8. osztályos gyermekei. Ezt követően Mándok megtorpant a fejlődésben: Záhony fejlesztése, várossá nyilvánítása Mándok település rovására történt. Áthelyezték a gimnáziumot, a Záhony és Vidéke ÁFÉSZ központját és a különböző szolgáltatók – vízműhálózat, gázszolgáltató – központjait is. Kisvárdába került a Takarékszövetkezet központja. Az infrastruktúra fejlesztése viszont az elmúlt időszakban nagy hangsúlyt kapott:
1978-79-ben kiépült az ivóvízhálózat, 1995-ben a szennyvíz-, 1996-ban pedig a gázhálózat. 1999-től elindult a szervezett szemétszállítás, regionális hulladéklerakóval. 2000-ben megtörtént a közvilágítás korszerűsítése, 2001-ben a telefonhálózat fejlesztése, modernizálása, 1995-2002 között jelentős úthálózat-fejlesztés történt. 1975-ben új óvoda épült, 1979-ben, 1989-ben és 2002-ben egy-egy új iskolaépülettel gazdagodott a település, ahol a 4. évfolyamtól a környező települések – Benk és Tiszamogyorós – gyermekei is tanulnak.
1998-tól Családsegítő Szociális és Gondozási Központ működik 18 férőhelyes idősek otthonával. Ez időponttól kezdte meg működését a görögkatolikus egyház fenntartásában lévő „Szent Miklós” Szeretetotthon, ahol jelenleg[mikor?] 51 idős ember ellátásáról gondoskodnak. 2004 szeptemberétől egy alapítványi iskolának köszönhetően ismét van középfokú oktatás a településen, egyelőre 2 esti tagozatos osztályban folyik a gimnáziumi képzés. A város átlagos alapinfrastruktúrával rendelkezik. Intézményhálózata – iskola, fogorvos, összevont hétvégi háziorvosi ügyelet – térségi szerepkört tölt be, kereskedelmi és egyéb szolgáltatások – benzinkút, háztartásigép-javítás, kozmetikus, piac stb. a környező települések ilyen irányú igényét is kielégíti. Lakói között egyre magasabb arányban van jelen a kisebbség, jellemző a munkanélküliség és az aluliskolázottság, ezért a fiatalokat már nem tudja a település megtartani. 2007-ben az egykori nagyközség pályázatot nyújt be a városi cím elnyeréséért és azt az önkormányzati miniszter támogatóilag terjesztette a köztársasági elnök elé. A városi címet végül 2007. július 1-jén nyerte el.

## Közélete

### Polgármesterei
- 1990–1994: Sajtos István (független)[3]
- 1994–1998: Sajtos István (független)[4]
- 1998–2002: Sajtos István (független)[5]
- 2002–2006: Pekó László (független)[6]
- 2006–2010: Pekó László (független)[7]
- 2010–2014: Pekó László (független)[8]
- 2014–2019: Pekó László (független)[9]
- 2019–2024: Pekó László (független)[10]
- 2024– : Onder Sándor (független)[1]

## Népesség
A település népességének változása:
| Lakosok száma | 4247 | 4188 | 4143 | 3888 | 3816 | 3800 | 3721 |
|               | 2013 | 2014 | 2015 | 2021 | 2022 | 2023 | 2024 |

2001-ben a település lakosságának 96%-a magyar, 4%-a cigány nemzetiségűnek vallotta magát.
A 2011-es népszámlálás során a lakosok 83,6%-a magyarnak, 3,9% cigánynak, 0,4% ukránnak mondta magát (10,1% nem nyilatkozott; a kettős identitások miatt a végösszeg nagyobb lehet 100%-nál). A vallási megoszlás a következő volt: római katolikus 18,1%, református 49,6%, görögkatolikus 9,4%, felekezeten kívüli 0,9% (20,8% nem válaszolt).
2022-ben a lakosság 93,4%-a vallotta magát magyarnak, 1,9% cigánynak, 0,6% ukránnak, 0,1-0,1% bolgárnak, szlovénnek és ruszinnak, 1,4% egyéb, nem hazai nemzetiségűnek (6,6% nem nyilatkozott; a kettős identitások miatt a végösszeg nagyobb lehet 100%-nál). Vallásuk szerint 12,3% volt római katolikus, 41,9% református, 6,7% görög katolikus, 0,9% egyéb keresztény, 0,1% evangélikus, 4,3% felekezeten kívüli (33,3% nem válaszolt).

## Műemlékei

### Görögkatolikus templom
A város görögkatolikus fatemploma – amely építészileg egyedülálló az országban – eredetileg a község Bukóc nevű dombja szélén állt. A 70-es évek elején lebontották és elszállították a Szentendrei Szabadtéri Néprajzi Múzeumba. A Szent Miklós tiszteletére emelt templom építési ideje vitatott – 1550 vagy 1640 körüli. A templom egyhajós, négyszögszentélyű, tapasztott boronafalas faépület.
Keletelt templom nyugati homlokzatán a zsindelyes sátortető előrenyúló részét négy faoszlop támasztja meg. Az így kialakult előcsarnok mögött emelkedik a kétszintű zárt négyszögű fatorony, melyet zsindelytető zár le. Fára festett Pieta kép áll az oltáron, az ikonosztázon fára festve Szent Miklós és Szent István képe van cirill betűs felirattal.

### Református templom
A református templom 1828-ban épült, homlokzati tornyos, haránt csehsüveg-boltozattal fedett, egyszerű, késő barokk műemléki védettségű épület.

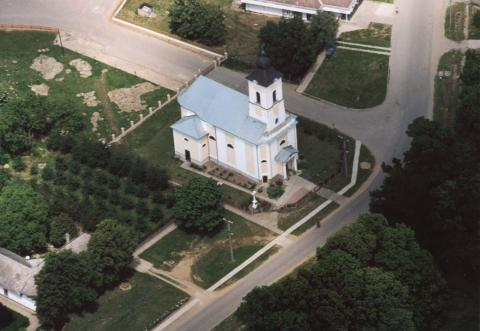
Urunk Mennybemenetele-templom, Mándok

### Római katolikus templom
A római katolikus templom 1821-ben épült, addig a híveknek csak a kastélyban volt kápolnájuk. Az épület egyhajós, homlokzati tornyos, késő barokk épület, klasszicista előcsarnokkal, szintén műemléki védettségű.

## Forgách kastély

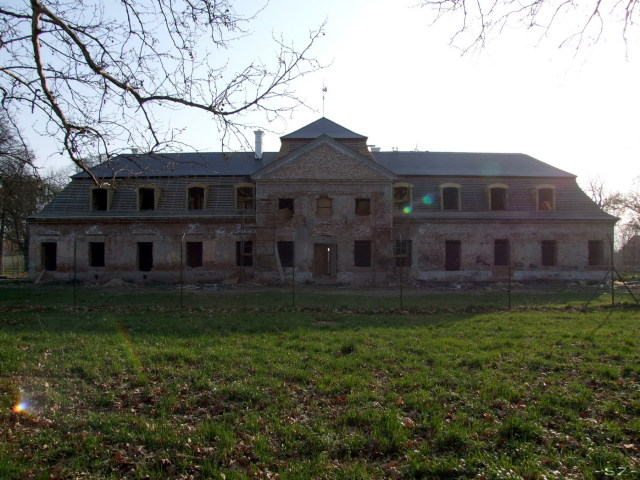
A Forgách-kastély 2007-ben, még a 2015-ös felújítása előtti romos állapotban

A Forgách grófok 15.000 holdas tiszántúli uradalmi központja 1750 körül épült. A kastély „U” alaprajzú földszintes, késő barokk épület, emeletes középrizalittal és manzárdtetővel. A főhomlokzat 4+3+4 tengelyes, középrizalitját ion fapillérek tagolják és háromszögű oromzat zárja le. A kerti homlokzat 5+3+5 tengelyes, középen az utcai oldallal szinte teljesen azonos rizalittal, a háromszögű oromzatban a Forgách címerrel. A kastélyban jelentős műgyűjtemény volt, melynek sorsa ismeretlen. Egykor gyönyörű volt a kastély parkja is. A kastély műemléki védettségű, jelenleg nagyon leromlott állapotban van. Tulajdonosa a Templomos Lovagrend Tiszántúli Priorátusa Egyesület volt, elkezdte ugyan az épület felújítását, jelentős összegű állami támogatással, de a munkálatok abbamaradtak. A végső pusztulástól jelenlegi tulajdonosa megmentette, amikor kerítéssel és új tetővel óvta meg az épületet a további pusztulástól. 2010-ben kezdődhetett meg a kastély és területének teljes újjáépítése az Új Széchenyi terv Észak-Alföldi Operatív Program Üzleti Célú Szálláshelyek Fejlesztése címmel kiírt pályázati konstrukció keretében, 60%-os támogatási aránnyal. 2015. október 22-én adták át a felújított műemléki védelmet élvező kastélyt, amelyet kastélyszállóként üzemeltetnek.
1861-ben izraelita imaház épült a településen, mellette fürdő, de ma már egyik épület sincs meg.

## Ismert emberek
- Itt született Reök István ügyvéd, 1816-ban.
- Itt született Sárosi Gábor színész, 1931-ben.
- Itt született 1953. június 10-én Feka Lajos magyar festőművész.